# Casillas (Burgos)
Casillas es una localidad del municipio de Villarcayo de Merindad de Castilla la Vieja, en la provincia de Burgos, perteneciente a la comarca de Las Merindades, y al partido judicial de Villarcayo.

## Geografía
En la vertiente mediterránea de la provincia al noroeste del municipio próximo a la Merindad de Sotoscueva. Situado a 4 km de Villarcayo, cabeza de partido, y a  79 de Burgos. 

### Comunicaciones
- Carretera:  Local BU-V-5613 que tiene su inicio en Cigüenza y continúa hasta Salazar. Autobuses en Villarcayo.

## Demografía
En el padrón municipal de 2024 contaba con 8 habitantes.

## Historia
Lugar en el Partido de Campo, uno de los tres en que se dividía la Merindad de Castilla la Vieja, adscrita al Corregimiento de las Merindades de Castilla la Vieja,jurisdicción de realengo con regidor pedáneo.
A la caída del Antiguo Régimen queda agregado al ayuntamiento constitucional de Merindad de Castilla la Vieja, en el partido de Villarcayo perteneciente a la región de  Castilla la Vieja.

## Parroquia
Iglesia católica de  San Román Mártir, dependiente de la parroquia de Salazar en el Arciprestazgo de Merindades de Castilla la Vieja, diócesis de Burgos.

## Personas destacadas
Eulalio García. (1951). Ciclista profesional . Campeón de España de fondo en carretera en 1981. Durante su vida profesional obtuvo 31 victorias. Militó en los equipos Kas, Teka y Reynolds.